# Johann Christoph Lischka
Johann Christoph Lischka (tschechisch Jan Krištof Liška; * um 1650 in Breslau; † 23. August 1712 in Leubus in Schlesien) war ein Maler des Barock.

## Leben
Über Johann Christoph Lischkas Geburtsjahr gibt es widersprüchliche Angaben. Er entstammte der mährischen Adelsfamilie von Rottenwald. Sein Vater war kaiserlich österreichischer Hofagent in Breslau, verstarb jedoch bald. Lischkas Mutter Helena Regina heiratete in zweiter Ehe 1662 den Maler Michael Willmann. Lischka wurde Schüler seines Stiefvaters und unternahm mit dessen Förderung 1674–1680 Studienreisen nach Italien. Zwischen 1689 und 1708 war er in Prag und anderen Orten in Böhmen tätig, wo er als der „junge Willmann“ bezeichnet wurde. Nach Willmanns Tod 1706 übernahm er dessen Werkstatt im Kloster Leubus. Seine Auftraggeber waren überwiegend Zisterzienserklöster und andere kirchliche Institutionen. Neben zahlreichen großen Altar- und Wandgemälden fertigte er auch Zeichnungen als Vorlagen für Kupferstiche an. Nach Lischkas Tod vollendete sein Freund Wenzel Lorenz Reiner mehrere von ihm begonnene Arbeiten.

## Werke in Böhmen

### In Prag
- St. Niklas, Kleinseite: Altarbild
- Kreuzherrenkirche: Hauptaltargemälde Stigmatisierung des Hl. Franziskus (1701)
- Ursulinerinnenkirche (Kostel svaté Voršily): Hauptaltarbild Hl. Ursula
- Kloster Strahov (Strahovský klášter), Klosterkirche: Altargemälde

### In anderen Orten
- Doksan, Klosterkirche: Seitenaltargemälde Hl. Augustinus
- Münchengrätz, Annenkapelle: Altargemälde Hl. Antonius, Hl. Franziskus, Heilige Drei Könige
- Ossegg, Klosterkirche: Hauptaltargemälde Enthauptung des Hl. Paulus (1695)
- Plaß, Klosterkirche: Deckenfresko Trumph der Kirche über die Heiden und Altargemälde Hl. Magdalena (1692)
- Kloster Sedletz, Klosterkirche: Altargemälde Hl. Vinzenz und Hl. Benedikt

## Werke in Schlesien
- Breslau, Kollegiatkirche Hl. Kreuz (Kościół Św. Krzyża): Gemälde Auffindung des Hl. Kreuzes durch die Hl. Helena
- Grüssau, St.-Josephs-Kirche (Kościół bracki Św. Józefa): Wandmalereien (zusammen mit Michael Willmann und Michael Willmann d. J.)
- Heinrichau, Zisterzienser-Klosterkirche: Seitenaltargemälde; Gemälde Muttergottes mit Gottvater und Hl. Geist und Verkündigungsengel
- Kamenz, Klosterkirche Mariä Himmelfahrt (Kościół Wniebowzięci NMP): Gemälde Tod des Hl. Benedikt und Hl. Scholastika in der Bekrönung (1708)

## Werke in Galerien
- Dresden: Achilles mit dem Haupt des Pompejus